# Condé-sur-Noireau
Condé-sur-Noireau é uma ex-comuna francesa na região administrativa da Normandia, no departamento de Calvados. Estendeu-se por uma área de 12,52 km². Em 2010 a comuna tinha 6 800 habitantes (densidade: 543,1 hab./km²).
Em 1 de janeiro de 2017 foi fundida com as comunas de La Chapelle-Engerbold, Lénault, Proussy, Saint-Germain-du-Crioult e Saint-Pierre-la-Vieille para a criação da nova comuna de Condé-en-Normandie.